# Doris Dragović
Doris Dragović (née le 16 avril 1961 à Split) est une chanteuse de variétés croate.

## Biographie
Doris Dragović est devenue une chanteuse célèbre, à la fin des années 1980, pour la qualité de sa voix. Après la dislocation de la Yougoslavie, elle est restée populaire dans l'ensemble des États qui en sont issus. Elle a représenté la Yougoslavie (1986 - 11e place) puis la Croatie (1999 - 4e place) au Concours Eurovision de la chanson.

## Discographie
- 1985 : Tigrica (Doris i More)
- 1986 : Željo moja
- 1987 : Tužna je noć
- 1987 : Tvoja u duši
- 1988 : Pjevaj srce moje
- 1990 : Budi se dan
- 1991 : Najveći hitovi
- 1992 : Dajem ti srce
- 1993 : Ispuni mi zadnju želju
- 1995 : Baklje Ivanjske
- 1996 : Rođendan u Zagrebu
- 1997 : Živim po svom
- 1999 : Krajem vijeka
- 2000 : Lice
- 2001 : 20 godina s ljubavlju
- 2002 : Malo mi za sriću triba
- 2007 : The Platinum Collection